# Stirellus nigripectus
Stirellus nigripectus är en insektsart som beskrevs av Baltasar Merino 1936. Stirellus nigripectus ingår i släktet Stirellus och familjen dvärgstritar. Inga underarter finns listade i Catalogue of Life.